# 西达尔富尔州
西達爾富爾州（阿拉伯语：‎）是苏丹的一个州，位於該國西部，西鄰查德。面积79,460平方千米，人口為1,006,801人（2006年），首府朱奈納。